# Tubuai (Polinesia Francesa)
Tubuai es una comuna francesa situada en la subdivisión de Islas Australes, que forma parte de la colectividad de ultramar de Polinesia Francesa.

## Composición
Está formada por la unión de las tres comunas asociadas de Mahu, Mataura y Taahuaia, que abarcan la isla de Tubuai y sus ocho motus:
| Comuna asociada de Mahu       |                  |                  |                    |
| Fracción de la isla de Tubuai | Población (2012) | Superficie (km²) | Densidad (hab/km²) |
| Mahu                          | 571              | -                | -                  |
| Islote                        | Población (2012) | Superficie (km²) | Densidad (hab/km²) |
| Iriiriroa                     | -                | -                | -                  |
| Comuna asociada de Mataura    |                  |                  |                    |
| Fracción de la isla de Tubuai | Población (2012) | Superficie (km²) | Densidad (hab/km²) |
| Mataura                       | 1030             | -                | -                  |
| Islote                        | Población (2012) | Superficie (km²) | Densidad (hab/km²) |
| Plat                          | -                | -                | -                  |
| Comuna asociada de Taahuaia   |                  |                  |                    |
| Fracción de la isla de Tubuai | Población (2012) | Superficie (km²) | Densidad (hab/km²) |
| Taahuaia                      | 572              | -                | -                  |
| Islotes                       | Población (2012) | Superficie (km²) | Densidad (hab/km²) |
| Mitiha                        | -                | -                | -                  |
| Motu One                      | -                | -                | -                  |
| Ofai                          | -                | -                | -                  |
| Rautaro                       | -                | -                | -                  |
| Roa                           | -                | -                | -                  |
| Toena                         | -                | -                | -                  |

## Demografía
| Gráfica de evolución demográfica de Tubuai entre 1971 y 2012 |
|                                                              |

Fuente: Insee

## Clima
| Parámetros climáticos promedio de Tubuai (1981–2010) | Parámetros climáticos promedio de Tubuai (1981–2010) | Parámetros climáticos promedio de Tubuai (1981–2010) | Parámetros climáticos promedio de Tubuai (1981–2010) | Parámetros climáticos promedio de Tubuai (1981–2010) | Parámetros climáticos promedio de Tubuai (1981–2010) | Parámetros climáticos promedio de Tubuai (1981–2010) | Parámetros climáticos promedio de Tubuai (1981–2010) | Parámetros climáticos promedio de Tubuai (1981–2010) | Parámetros climáticos promedio de Tubuai (1981–2010) | Parámetros climáticos promedio de Tubuai (1981–2010) | Parámetros climáticos promedio de Tubuai (1981–2010) | Parámetros climáticos promedio de Tubuai (1981–2010) | Parámetros climáticos promedio de Tubuai (1981–2010) |
| Mes                                                  | Ene.                                                 | Feb.                                                 | Mar.                                                 | Abr.                                                 | May.                                                 | Jun.                                                 | Jul.                                                 | Ago.                                                 | Sep.                                                 | Oct.                                                 | Nov.                                                 | Dic.                                                 | Anual                                                |
| ---------------------------------------------------- | ---------------------------------------------------- | ---------------------------------------------------- | ---------------------------------------------------- | ---------------------------------------------------- | ---------------------------------------------------- | ---------------------------------------------------- | ---------------------------------------------------- | ---------------------------------------------------- | ---------------------------------------------------- | ---------------------------------------------------- | ---------------------------------------------------- | ---------------------------------------------------- | ---------------------------------------------------- |
| Temp. máx. abs. (°C)                                 | 32.0                                                 | 32.0                                                 | 32.7                                                 | 32.3                                                 | 32.0                                                 | 31.0                                                 | 30.0                                                 | 30.0                                                 | 29.0                                                 | 30.0                                                 | 30.0                                                 | 32.0                                                 | 32.7                                                 |
| Temp. máx. media (°C)                                | 28.0                                                 | 28.6                                                 | 28.6                                                 | 27.4                                                 | 25.8                                                 | 24.4                                                 | 23.9                                                 | 23.7                                                 | 23.9                                                 | 24.7                                                 | 25.9                                                 | 26.9                                                 | 26.0                                                 |
| Temp. media (°C)                                     | 25.7                                                 | 26.2                                                 | 26.0                                                 | 24.9                                                 | 23.2                                                 | 21.7                                                 | 21.2                                                 | 21.0                                                 | 21.1                                                 | 22.1                                                 | 23.4                                                 | 24.5                                                 | 23.4                                                 |
| Temp. mín. media (°C)                                | 23.3                                                 | 23.7                                                 | 23.4                                                 | 22.3                                                 | 20.7                                                 | 19.0                                                 | 18.6                                                 | 18.3                                                 | 18.4                                                 | 19.5                                                 | 20.8                                                 | 22.0                                                 | 20.8                                                 |
| Temp. mín. abs. (°C)                                 | 14.5                                                 | 15.5                                                 | 15.8                                                 | 14.6                                                 | 10.0                                                 | 10.0                                                 | 10.0                                                 | 9.2                                                  | 10.3                                                 | 10.7                                                 | 12.0                                                 | 14.3                                                 | 9.2                                                  |
| Lluvias (mm)                                         | 194.4                                                | 192.4                                                | 176.3                                                | 165.3                                                | 153.3                                                | 119.0                                                | 136.0                                                | 133.4                                                | 104.8                                                | 116.5                                                | 133.9                                                | 200.4                                                | 1825.7                                               |
| Días de lluvias (≥ 1 mm)                             | 13.2                                                 | 12.9                                                 | 13.3                                                 | 12.5                                                 | 12.4                                                 | 11.4                                                 | 11.2                                                 | 11.3                                                 | 9.6                                                  | 9.9                                                  | 10.2                                                 | 13.2                                                 | 141.1                                                |
| Horas de sol                                         | n/a                                                  | n/a                                                  | 204.9                                                | 175.6                                                | 158.6                                                | 141.6                                                | 165.5                                                | 165.0                                                | n/a                                                  | n/a                                                  | 199.9                                                | 177.0                                                | n/a                                                  |
| Fuente: Météo-France                                 |                                                      |                                                      |                                                      |                                                      |                                                      |                                                      |                                                      |                                                      |                                                      |                                                      |                                                      |                                                      |                                                      |